# All Shall Perish
All Shall Perish е деткор група, формирана в Оукланд, Калифорния, САЩ през 2002 г.

## История

### Формиране (2002 – 2008)
All Shall Perish е създадена през 2002 г. от бивши членове Antagony, End of All и Boof. Основателите са Мат Куикендъл, Бен Орум, Майк Тинер, Кайзен Русо и Крейг Бетит. Групата пуска демо през 2003 г. и привлича вниманието на японския лейбъл Amputated Vein Records. На 19 април 2003 г. издава своя дебютен албум „Hate, Malice, Revenge“, който е преиздаден от Nuclear Blast през 2005 г. През 2006 г. е издаден „The Price of Existence“, чийто първи сингъл „Eradication“ е пуснат по MTV2.
Групата издава третия си студиен албум „Awaken the Dreamers“ на 16 септември 2008 г. чрез Nuclear Blast. Той дебютира на 126-о място в Billboard 200 и номер 1 в класацията Top Heatseekers с 5500 копия, продадени през първата седмица. Китаристът Русо и вокалистът Бетит участват само в първия студиен албум на групата и са заменени съответно от Крис Стори и Ернан Ермида.
През септември 2008 г. групата е на турне в Русия и става първата изцяло американска метъл банда, която обикаля Сибир, свирейки в Иркутск, Новосибирск, Томск и Омск. Групата също е част от европейското „Hell On Earth Tour“ 2008. На 11 ноември 2008 г. групата записва видеото на своя сингъл „Never... Again“, режисирано от Гари Смитсън в центъра на Лос Анджелис.

### Промени (2009 – 2010)
На 5 февруари 2009 г. All Shall Perish заявява на уебсайта си, че се разделя с китариста Стори, който е заменен от Джейсън Ричардсън.
След завършването на турнето „Night of the Living Shred“, All Perish се завръща в Калифорния, където започва да пише нов албум. Майк Тинер казва, че процесът е „бавен, много бавен“. В началото на 2010 г. Ричардсън напуска групата, за да се присъедини към Born of Osiris. На 5 юни 2010 г. групата обявява нов състав. Барабанистът Куикендъл, един от основателите е заменен от Адам Пиърс, а Франческо Артусато (Hiss of Atrocities) става новият соло китарист на групата. Единственият останал оригинален член е Майк Тинер.

### This Is Where It Ends(2010 – 2015)
На 8 ноември 2010 г. групата обявява, че започва работа по нов албум. Китаристът Бен Оръм казва пред официалния сайт на групата: „След две много успешни турнета у нас и в чужбина, сега сме вкъщи да напишем новия албум на All Shall Perish! Процесът на писане е естествен, и до този момент самият материал е толкова впечатляващ, че ще бъде един от най-агресивните, епични, грозни записи, които някога сме правили, и нямам търпение да започна да свиря този материал на живо“. На 31 януари 2011 г. групата е обявена за участник на четвъртия годишен „Mayhem Festival“, свирейки заедно със Suicide Silence, Machine Head, Straight Line Stitch и Testament.
Техният четвърти албум, озаглавен „This Is Where It Ends“, излиза на 26 юли 2011 г. в САЩ и на 29 юли 2011 г. в Европа. Организацията, наречена „World Digital“, подава жалба на 20 април 2012 г. срещу 80 фенове за $ 150 000, за които се твърди, че използват BitTorrent за изтегляне на този албум. Това действие от страна на компанията се осъществява без разрешението или знанието на групата и в резултат на това, All Shall Perish застава на страната на феновете си срещу делото. Делото е прекратено по искане на групата.
Ернан Ермида се присъединява към Suicide Silence на 3 октомври 2013 г., което официално е обявено на тяхната Facebook страница. На 4 октомври All Shall Perish пуска изявление за напускането на Ермида, потвърждавайки, че групата ще продължи.

### Следващ албум
На 21 октомври 2015 г. All Shall Perish обявява завръщането на Ернан Ермида и китариста Крис Стори, заедно с основателите Мат Куикендъл, Бен Оръм и Кайзен Русо, сега на бас китарата. Прессъобщението на групата отбелязва, че оригиналният вокалист Крейг Бетит ще участва също по някакъв начин. Групата твърди, че басистът Майк Тинер, последният оригинален член в състава преди завръщането на Оръм, Куикендъл и Русо, отхвърля личната покана за участие. Франческо Артусато и барабаниста Адам Пиърс вече не са част от групата.

## Стил и текстове
Голяма част от групата е повлияна от европейския метъл, по-специално от шведския дет метъл. През 2005 г. оригиналният барабанист Мат Куикендъл заявява, че групата е повлияна от голям брой групи, включително Opeth, Cannibal Corpse, At the Gates, Dying Fetus, Irate, Blood Has Been Shed, Hatebreed, The Beatles, Journey, Майкъл Джексън, Rush, The Police и много други.
Текстовете на групата се състоят от различни теми, включително политиката, като държавен контрол, фашизъм, корпоративен контрол и организирана религия. Например, песента „Black Gold Reign“ от „Awaken the Dreamers“, се отнася до страни по света, които приемат петрола като основен източник на валута. По-голямата част от песните са политически основани. Макар и рядко, групата пише песни по лични теми като песента „In This Life of Pain“ от албума „This Is Where It Ends“, както и песента „Deconstruction“ от албума „Hate, Malice, Revenge“, която е написана за бившата приятелка на оригиналния вокалист Крейг Бетит.

## Състав
| Настоящи членове - Ернан Ермида – вокали (2003 – 2013, 2015 – ) - Крейг Бетит – вокали (2002 – 2003, 2015 – ) - Крис Стори – китара (2003 – 2009, 2015 – ) - Кайзен Русо – бас (2015 – ), китара (2002 – 2003) - Мат Куикендъл – барабани (2002 – 2010, 2015 – ) - Бен Оръм – китара (2002 – 2012, 2015 – ) |  | Предишни членове - Майк Тинер – бас (2002 – 2015) - Джейсън Ричардсън – китара (2009 – 2010) - Адам Пиърс – барабани (2010 – 2015) - Франческо Артусато – китара (2010 – 2015) - Роб Марамонте – китара (2012 – 2015) |

## Дискография

### Албуми
- „Hate, Malice, Revenge“ (2003)
- „The Price of Existence“ (2006)
- „Awaken the Dreamers“ (2008)
- „This Is Where It Ends“ (2011)